# Saving Abel
Saving Abel — рок-группа из небольшого городка Коринф, штат Миссисипи. Была образована в 2004 году, в 2008 году выпустила свой первый альбом "Saving Abel", а в 2010 второй альбом под название "Miss America".
«Когда вам нравится песня, звучащая по радио и вы понятия не имеете, кто её исполняет, вам кажется, что вы уже слышали что-то подобное. Вот мы как раз и являемся такой командой» — характеризуют своё творчество участники группы.

## История
Джаред Викс и Джейсон Нулл основали группу в 2004 году. В 2005 году к ним присоединились гитарист Скотт Баретт, басист Эрик Тейлор и барабанщик Блэйк Диксон. Через некоторое время парней заметил продюсер Скидд Миллс (Skidd Mills), до этого сотрудничавший с ZZ Top, Saliva и Робертом Крэем. Он предложил группе использовать свою студию «747 Studios» в Мемфисе.
Дебютный одноименный альбом группы вышел только в марте 2008 года на лейбле Virgin Records и получил положительные отзывы. Первый сингл «Addicted» (песня о бывшей подруге) попал на 20 строчку национального чарта Billboard Hot 100 и на 2 место в US Mainstream Rock Chart. Сам альбом добрался до 49 места в Billboard 200 и по состоянию на февраль 2009 продан тиражом в 382,443 копий. 16 марта 2009 пластинка получила золотой статус продаж..
В начале 2009 года Saving Abel отправились в «Dark Horse Tour» группы Nickelback, летом 2009 года сыграли на оупен-эире с Hinder и Papa Roach. Так же, во время собственного турне по США успела поиграть на одной сцене с Red, Pop Evil и Taddy Porter.
7 апреля 2009 года группа выпустила EP-альбом под названием «18 Days Tour», который включал в себя акустические версии хитов «Addicted» и «18 Days», а также 2 новые песни — «Goodbye» и «Trying To Clear My Head».
В январе 2010 года Saving Abel вернулись в студию для начала записи второго студийного альбома. Альбом получил название Miss America и планируется к выпуску 8 июня 2010 года. Одна из песен с нового альбома уже доступна для скачивания — акустическая версия «Sex Is Good».
8 апреля 2010 вышел первый сингл «Stupid Girl (Only In Hollywood)» с готовящегося к релизу альбома группы. С 19 апреля песня стала доступна для прослушивания на рок-радиостанциях.

## Состав группы
- Jared Weeks — вокал
- Jason Null — соло-гитара, бэк-вокал
- Scott Bartlett — ритм-гитара, бэк-вокал
- Eric Taylor — бас-гитара
- Blake Dixon — ударные

## Дискография

### Студийные альбомы
| Год  | Альбом                               | Позиции | Позиции | Позиции      | Статус       |
| Год  | Альбом                               | US      | US Rock | US Hard Rock | Статус       |
| ---- | ------------------------------------ | ------- | ------- | ------------ | ------------ |
| 2008 | Saving Abel - Лейбл: Virgin Records  | 49      | 5       | 4            | - US: Золото |
| 2010 | Miss America - Лейбл: Virgin Records | 24      | 4       | 1            |              |

### Мини-альбомы
| Год  | Альбом                               |
| ---- | ------------------------------------ |
| 2009 | 18 Days Tour - Лейбл: Virgin Records |

### Синглы
| Год  | Название                          | Позиции | Позиции     | Позиции      | Позиции  | Позиции | Позиции | RIAA    | Альбом       |
| Год  | Название                          | US      | US Mod Rock | US Main Rock | US Adult | CAN     | AUS     | RIAA    | Альбом       |
| ---- | --------------------------------- | ------- | ----------- | ------------ | -------- | ------- | ------- | ------- | ------------ |
| 2008 | «Addicted»                        | 20      | 6           | 2            | 10       | 9       | 19      | Платина | Saving Abel  |
| 2008 | «18 Days»                         | 104     | 10          | 6            | —        | —       | —       |         | Saving Abel  |
| 2009 | «Drowning (Face Down)»            | —       | 23          | 3            | —        | —       | —       |         | Saving Abel  |
| 2010 | «Stupid Girl (Only In Hollywood)» | -       | 31          | 7            | —        | —       | —       |         | Miss America |
| 2010 | «The Sex is Good»                 | —       | —           | —            | —        | —       | —       |         | Miss America |

«—» песня отсутствовала в чарте.